# Parti républicain d'Albanie
Le Parti républicain d'Albanie (albanais : Partia Republikane e Shqipërisë) est un parti politique conservateur albanais fondé en 1991, ancien membre de l'Alliance pour l'Europe des nations et présidé par l'ancien ministre de la défense Fatmir Mediu. D'abord souverainiste et eurosceptique, le parti est devenu ensuite europhile et pro-OTAN.
En 2001, le Parti républicain d'Albanie participe à la coalition Union pour la victoire, qui recueille 36,8 % des voix et 46 sièges de députés. En 2005, participant à l'Alliance pour la liberté et la justice, qui obtient 33,46 % des voix, le Parti républicain voit 11 de ses membres entrer à l'Assemblée d'Albanie, faisant de lui la quatrième force parlementaire du pays.
Depuis avril 2017 le parti est membre du Parti des conservateurs et réformistes européens.